# Liriomyza nigra
Liriomyza nigra este o specie de muște din genul Liriomyza, familia Agromyzidae, descrisă de Spencer în anul 1984.
Este endemică în Columbia. Conform Catalogue of Life specia Liriomyza nigra nu are subspecii cunoscute.